# Katja Oskamp
Katja Oskamp, född 20 februari 1970 i Leipzig, är en tysk författare. Med romanen Marzahn mon amour har hon nått en internationell läsekrets och prisbelönats. 

## Biografi
Efter en flytt från födelseorten Leipzig växte Oskamp upp i Östberlin. Där tillkom studier i teatervetenskap, varefter hon arbetade som teaterregissör vid Volkstheater i Rostock. Hon har studerat litteratur vid institutet för tysk litteratur i Leipzig.

## Författarskap
Oskamp debuterade 2003 med novellsamlingen Halbschwimmer. Novellernas teman kretsar kring uppväxten och den första kärleken, och handlingen utspelar sig i DDR under 1980- och 1990-talen. Boken fick positiva recensioner och prisbelönades.
2007 publicerade Oskamp sin första roman Die Staubfängerin. Handlingen kretsar kring en ung kvinnlig regissör som förälskar sig i en betydligt äldre dirigent och blir gravid. Barnet föds för tidigt, och huvudpersonen lämnas ensam medan maken turnerar världen över.
I Hellersdorfer Perle lever den kvinnliga huvudpersonen ett ordnat familjeliv med man och liten dotter, när hon plötsligt ger efter för en impuls och lämnar hemmet. Hon möter en man och inleder ett erotiskt lustfyllt förhållande.
Marzahn mon amour (översatt till svenska under samma titel) har en självbiografisk bakgrund. Efter en period med sviktande författarskap och upprepade refuseringar utbildade sig Oskamp till fotterapeut och anställdes av en vän på en skönhetssalong i Berlinstadsdelen Marzahn. I romanen får man en ömsint skildring av livsöden som kunderna delger henne under terapisessionerna, utöver detaljerade bekrivningar av själva hantverket. Det blir också en indirekt skildring av livet i den forna DDR-stadsdelen före och efter Tysklands återförening. Romanen väckte stor och positiv uppmärksamhet, blev en bestseller och prisbelönades samt har översatts till flera språk. En TV-serie baserad på boken är planerad.
Också Die vorletzte Frau har en självbiografisk bakgrund. I boken blir en ung kvinnlig mor och författare förälskad i en betydligt äldre lärare vid Litteraturinstitutet i Leipzig, och de båda inleder en relation. När maken blir svårt sjuk sätts kärleken på prov.

## Priser och utmärkelser
- Rauriser Literaturpreis, 2004[13]
- Anna Seghers-Preis, 2007[14]
- the Dublin Literary Award, 2023[15]